# Ассоциация ветеранов польской армии в Америке

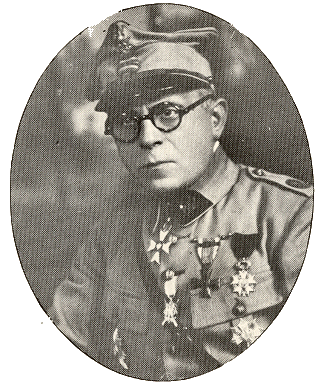
Теофиль Старжиньский — первый глава PAVA

Ассоциация ветеранов польской армии в Америке (англ. Polish Army Veterans Association in America, пол. Stowarzyszenie Weteranów Armii Polskiej w Ameryce) — польско-американская международная ассоциация, основанная в 1921 году и объединяющая ветеранов польской армии из Соединённых Штатов и Канады.

## История
В 1917—1919 годах более 20 тысяч добровольцев из Соединённых Штатов и Канады воевали в рядах польской Голубой армии в Европе. Около 14,5 тысяч из них вернулись в Америку, многие были объединены в независимые клубы и ассоциации бывших польских солдат. В мае 1921 года на конгрессе в Кливленде (Огайо) была создана объединённая организация под названием Ассоциация ветеранов польской армии в Америке. Первым председателем Ассоциации был избран полковник Теофиль Старжиньский.
Основной целью Ассоциации была организация помощи её членам в США и Канаде, ориентированной на инвалидов, больных, безработных и бездомных польских ветеранов. Для этого Ассоциация организовала сбор средств для нуждающихся, создала приюты для бездомных и мастерские для безработных.
Во время Второй мировой войны Ассоциация поддерживала находившееся в Лондоне Правительство Польши в изгнании, оказывала помощь в кампании по набору в США и Канаде добровольцев для польской армии, финансировала медицинскую помощь для польских войск, дислоцированных в Великобритании, формировала и отправляла посылки польским военнопленным в Германии.
После Второй мировой войны, в 1945—1985 годах, помимо оказания помощи польским ветеранам в США и Канаде, Ассоциация также оказывала материальную и финансовую помощь ветеранам польской армии, живущим в Польской Народной Республике, а также польским жертвам стихийных бедствий, особенно наводнений. В рамках гуманитарных акций в ПНР отправлялись медикаменты, продовольственные посылки, одежда и обувь. Кроме того, Ассоциация заботилась о польских военных кладбищах во Франции и Италии. Финансирование этих мероприятий обеспечивалось организованным сбором средств, пожертвованиями частных лиц и корпораций, проведением благотворительных акций.
С 1989 года было налажено сотрудничество между Ассоциацией и государственными органами Польши, регулярно проводятся совместные мероприятия. В 1992 году представители Ассоциации приняли участие в Генеральной Ассамблее польских ветеранов и комбатантов в Варшаве, в 1996 году Ассоциация профинансировала установку мемориальной доски в Полевом соборе Войска Польского в Варшаве, в 1998 году — монумента, посвящённого участию американской польской диаспоры в восстановлении независимости Польши (пол. Pomnik Czynu Zbrojnego Polonii Amerykańskiej).
Начиная с 1921 года членами Ассоциации являлись почти 19 000 ветеранов, но с годами, по причине естественной убыли, размер Ассоциации уменьшился. С 1994 года приём в Ассоциацию также открыт для ветеранов польской армии времён ПНР и современной Польши.
Организационно Ассоциация делится на округа и филиалы, действующие в США и Канаде. Штаб-квартира Ассоциации находится в Доме польских ветеранов в Нью-Йорке по адресу 119 East 15th St. New York, NY 10003. В здании также находятся редакция ежемесячного журнала «Ветеран» (пол. Weteran), печатного органа Ассоциации, выпускаемого с 1921 года, Музей военного наследия ветеранов польской армии, библиотека и архив Ассоциации.
Архив включает в себя личные файлы более 20 тысяч ветеранов, которые были или являются членами Ассоциации, список из более чем 38 000 добровольцев польской армии 1917—1919 годов из Соединённых Штатов и Канады, а также значительную коллекцию фотографий и аудиовизуальных записей.
16 мая 2018 года президент Польши Анджей Дуда с супругой посетили с визитом штаб-квартиру Ассоциации. Они встретились с руководством Ассоциации, ветеранами, осмотрели экспозицию музея.

## Награды
За свою патриотическую деятельность Ассоциация была награждена Офицерским крестом Ордена Возрождения Польши (1923) и Золотым Крестом Заслуги (1939), а также почётной наградой «Хранитель национальной памяти» (2017), присуждаемой Польским институтом национальной памяти учреждениям, общественным организациям и отдельным лицам, которые поддерживают и развивают историю польской нации.